# Calciatori plurivincitori del campionato italiano

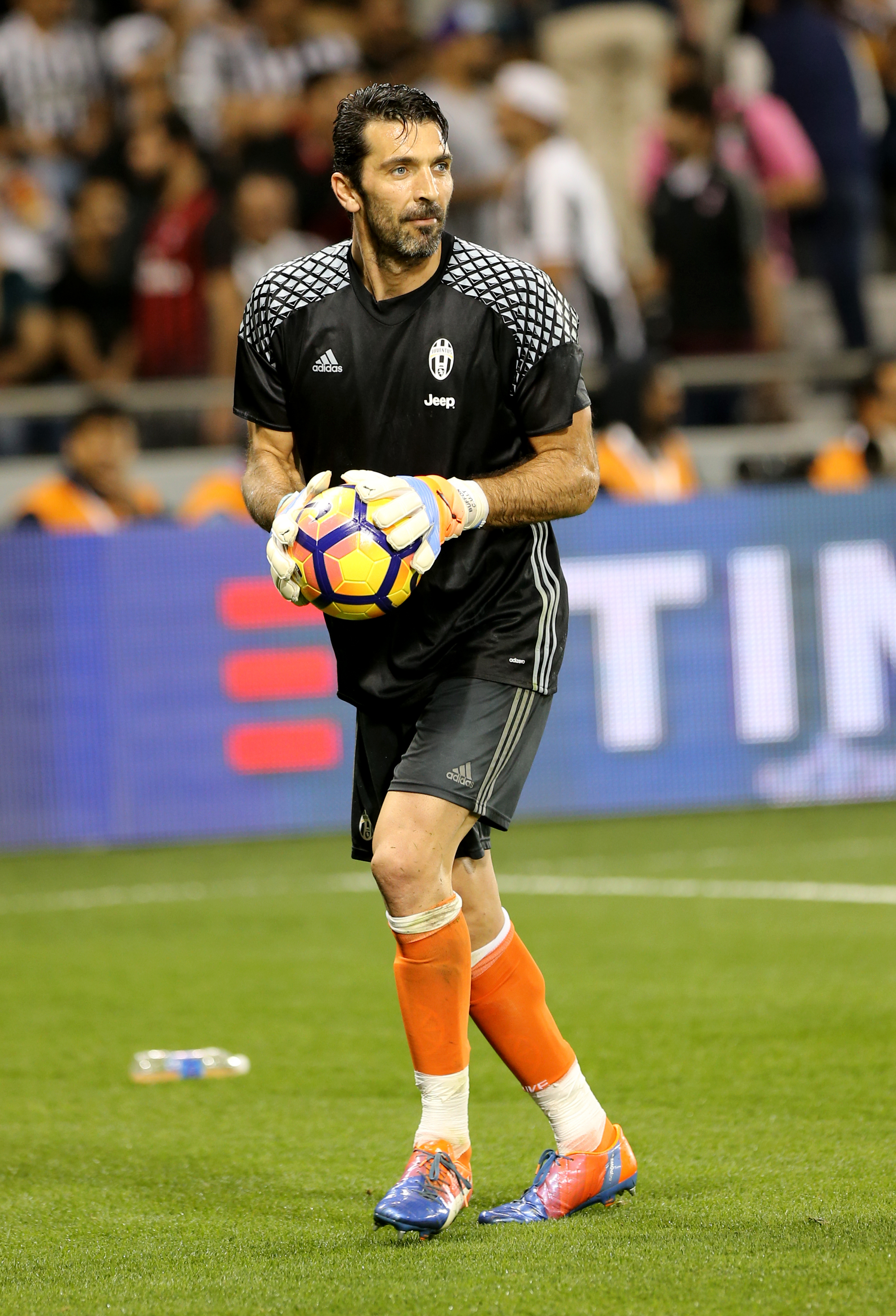
Il portiere italiano Gianluigi Buffon, il più scudettato di sempre in Serie A con 10 campionati vinti tra il 2002 e il 2020, tutti con la Juventus

In questa lista sono elencati tutti i calciatori che hanno vinto almeno due volte il campionato italiano di calcio. L'elenco è aggiornato al termine della stagione di Serie A 2022-2023. I giocatori ancora in attività in Serie A sono riportati in grassetto.

## 10 campionati
- Gianluigi Buffon (Juventus 2001-02, 2002-03, 2011-12, 2012-13, 2013-14, 2014-15, 2015-16, 2016-17, 2017-18, 2019-20)

## 9 campionati
- Leonardo Bonucci (Inter 2005-06; Juventus 2011-12, 2012-13, 2013-14, 2014-15, 2015-16, 2016-17, 2018-19, 2019-20)
- Giorgio Chiellini (Juventus 2011-12, 2012-13, 2013-14, 2014-15, 2015-16, 2016-17, 2017-18, 2018-19, 2019-20)

## 8 campionati
- Andrea Barzagli (Juventus 2011-12, 2012-13, 2013-14, 2014-15, 2015-16, 2016-17, 2017-18, 2018-19)
- Giovanni Ferrari (Juventus 1930-31, 1931-32, 1932-33, 1933-34, 1934-35; Inter 1937-38, 1939-40; Bologna 1940-41)
- Giuseppe Furino (Juventus 1971-72, 1972-73, 1974-75, 1976-77, 1977-78, 1980-81, 1981-82, 1983-84)
- Virginio Rosetta (Pro Vercelli 1920-21, 1921-22; Juventus 1925-26, 1930-31, 1931-32, 1932-33, 1933-34, 1934-35)

## 7 campionati
- Roberto Bettega (Juventus 1971-72, 1972-73, 1974-75, 1976-77, 1977-78, 1980-81, 1981-82)
- Alessandro Costacurta (Milan 1987-88, 1991-92, 1992-93, 1993-94, 1995-96, 1998-99, 2003-04)
- Ciro Ferrara (Napoli 1986-87, 1989-90; Juventus 1994-95, 1996-97, 1997-98, 2001-02, 2002-03)
- Stephan Lichtsteiner (Juventus 2011-12, 2012-13, 2013-14, 2014-15, 2015-16, 2016-17, 2017-18)
- Paolo Maldini (Milan 1987-88, 1991-92, 1992-93, 1993-94, 1995-96, 1998-99, 2003-04)
- Claudio Marchisio (Juventus 2011-12, 2012-13, 2013-14, 2014-15, 2015-16, 2016-17, 2017-18)
- Gaetano Scirea (Juventus 1974-75, 1976-77, 1977-78, 1980-81, 1981-82, 1983-84, 1985-86)

## 6 campionati
- Guido Ara (Pro Vercelli 1908, 1909, 1910-11, 1911-12, 1912-13, 1920-21)
- Kwadwo Asamoah (Juventus 2012-13, 2013-14, 2014-15, 2015-16, 2016-17, 2017-18)
- Franco Baresi (Milan 1978-79, 1987-88, 1991-92, 1992-93, 1993-94, 1995-96)
- Angelo Binaschi (Pro Vercelli 1908, 1909, 1910-11, 1911-12, 1912-13, 1920-21)
- Antonio Cabrini (Juventus 1976-77, 1977-78, 1980-81, 1981-82, 1983-84, 1985-86)
- Martín Cáceres (Juventus 2011-12, 2012-13, 2013-14, 2014-15, 2015-16, 2018-19)
- Franco Causio (Juventus 1971-72, 1972-73, 1974-75, 1976-77, 1977-78, 1980-81)
- Juan Cuadrado (Juventus 2015-16, 2016-17, 2017-18, 2018-19, 2019-20; Inter 2023-24)
- Antonello Cuccureddu (Juventus 1971-72, 1972-73, 1974-75, 1976-77, 1977-78, 1980-81)
- Alessandro Del Piero (Juventus 1994-95, 1996-97, 1997-98, 2001-02, 2002-03, 2011-2012)
- Roberto Donadoni (Milan 1987-88, 1991-92, 1992-93, 1993-94, 1995-96, 1998-99)
- Pietro Ferraris (Inter 1937-38, 1939-40; Torino 1942-43, 1945-46, 1946-47, 1947-48)
- Guglielmo Gabetto (Juventus 1934-35; Torino 1942-43, 1945-46, 1946-47, 1947-48, 1948-49)
- Claudio Gentile (Juventus 1974-75, 1976-77, 1977-78, 1980-81, 1981-82, 1983-84)
- Edoardo Pasteur (Genoa 1898, 1899, 1900, 1902, 1903, 1904)
- Andrea Pirlo (Milan 2003-04, 2010-11; Juventus 2011-12, 2012-13, 2013-14, 2014-15)
- Walter Adrián Samuel (Roma 2000-01; Inter 2005-06, 2006-07, 2007-08, 2008-09, 2009-10)
- James Spensley (Genoa 1898, 1899, 1900, 1902, 1903, 1904)
- Dejan Stanković (Lazio 1999-00; Inter 2005-06, 2006-07, 2007-08, 2008-09, 2009-10)
- Dino Zoff (Juventus 1972-73, 1974-75, 1976-77, 1977-78, 1980-81, 1981-82)

## 5 campionati
- Demetrio Albertini (Milan 1991-92, 1992-93, 1993-94, 1995-96, 1998-99)
- Alex Sandro (Juventus 2015-16, 2016-17, 2017-18, 2018-19, 2019-20)
- Giampiero Boniperti (Juventus 1949-50, 1951-52, 1957-58, 1959-60, 1960-61)
- Lorenzo Buffon (Milan 1950-51, 1954-55, 1956-57, 1958-59; Inter 1962-63)
- Tarcisio Burgnich (Juventus 1960-61; Inter 1962-63, 1964-65, 1965-66, 1970-71)
- Umberto Caligaris (Juventus 1930-31, 1931-32, 1932-33, 1933-34, 1934-35)
- Esteban Cambiasso (Inter 2005-06, 2006-07, 2007-08, 2008-09, 2009-10)
- Renato Cesarini (Juventus 1930-31, 1931-32, 1932-33, 1933-34, 1934-35)
- Gianpiero Combi (Juventus 1925-26, 1930-31, 1931-32, 1932-33, 1933-34)
- Antonio Conte (Juventus 1994-95, 1996-97, 1997-98, 2001-02, 2002-03)
- Iván Córdoba (Inter 2005-06, 2006-07, 2007-08, 2008-09, 2009-10)
- Henri Dapples (Genoa 1898, 1899, 1900, 1902, 1903)
- Paulo Dybala (Juventus 2015-16, 2016-17, 2017-18, 2018-19, 2019-20)
- Pietro Fanna (Juventus 1977-78, 1980-81, 1981-82; Verona 1984-85; Inter 1988-89)
- Mario Ferrero (Juventus 1925-26, 1930-31, 1931-32, 1932-33, 1933-34)
- Filippo Galli (Milan 1987-88, 1991-92, 1992-93, 1993-94, 1995-96)
- Giuseppe Grezar (Torino 1942-43, 1945-46, 1946-47, 1947-48, 1948-49)
- Júlio César (Inter 2005-06, 2006-07, 2007-08, 2008-09, 2009-10)
- Sami Khedira (Juventus 2015-16, 2016-17, 2017-18, 2018-19, 2019-20)
- Ezio Loik (Torino 1942-43, 1945-46, 1946-47, 1947-48, 1948-49)
- Marco Materazzi (Inter 2005-06, 2006-07, 2007-08, 2008-09, 2009-10)
- Valentino Mazzola (Torino 1942-43, 1945-46, 1946-47, 1947-48, 1948-49)
- Francesco Morini (Juventus 1971-72, 1972-73, 1974-75, 1976-77, 1977-78)
- Paolo Orlandoni (Inter 2005-06, 2006-07, 2007-08, 2008-09, 2009-10)
- Franco Ossola (Torino 1942-43, 1945-46, 1946-47, 1947-48, 1948-49)
- Simone Padoin (Juventus 2011-12, 2012-13, 2013-14, 2014-15, 2015-16)
- Enrico Pasteur (Genoa 1898, 1899, 1900, 1902, 1903)
- Sebastiano Rossi (Milan 1991-92, 1992-93, 1993-94, 1995-96, 1998-99)
- Daniele Rugani (Juventus 2015-16, 2016-17, 2017-18, 2018-19, 2019-20)
- Sandro Salvadore (Milan 1958-59, 1961-62; Juventus 1966-67, 1971-72, 1972-73)
- Luciano Spinosi (Juventus 1971-72, 1972-73, 1974-75, 1976-77, 1977-78)
- Alessio Tacchinardi (Juventus 1994-95, 1996-97, 1997-98, 2001-02, 2002-03)
- Marco Tardelli (Juventus 1976-77, 1977-78, 1980-81, 1981-82, 1983-84)
- Mauro Tassotti (Milan 1987-88, 1991-92, 1992-93, 1993-94, 1995-96)
- Francesco Toldo (Inter 2005-06, 2006-07, 2007-08, 2008-09, 2009-2010)
- Giovanni Varglien (Juventus 1930-31, 1931-32, 1932-33, 1933-34, 1934-35)
- Mario Varglien (Juventus 1930-31, 1931-32, 1932-33, 1933-34, 1934-35)
- Arturo Vidal (Juventus 2011-12, 2012-13, 2013-14, 2014-15; Inter 2020-21)
- Javier Zanetti (Inter 2005-06, 2006-07, 2007-08, 2008-09, 2009-10)
- Zlatan Ibrahimović (Inter 2006-07, 2007-08, 2008-09; Milan 2010-11, 2021-22)

## 4 campionati
- José Altafini (Milan 1958-59, 1961-62; Juventus 1972-73, 1974-75)
- Massimo Ambrosini (Milan 1995-96, 1998-99, 2003-04, 2010-11)
- Michele Andreolo (Bologna 1935-36, 1936-37, 1938-39, 1940-41)
- Valerio Bacigalupo (Torino 1945-46, 1946-47, 1947-48, 1948-49)
- Aldo Ballarin (Torino 1945-46, 1946-47, 1947-48, 1948-49)
- Marco van Basten (Milan 1987-88, 1991-92, 1992-93, 1993-94)
- Luigi Bertolini (Juventus 1931-32, 1932-33, 1933-34, 1934-35)
- Amedeo Biavati (Bologna 1935-36, 1936-37, 1938-39, 1940-41)
- Zvonimir Boban (Milan 1992-93, 1993-94, 1995-96, 1998-99)
- Luciano Bodini (Juventus 1980-81, 1981-82, 1983-84, 1985-86)
- Sergio Brio (Juventus 1980-81, 1981-82, 1983-84, 1985-86)
- Nicolás Burdisso (Inter 2005-06, 2006-07, 2007-08, 2008-09)
- Fabio Capello (Juventus 1971-72, 1972-73, 1974-75; Milan 1978-79)
- Eusebio Castigliano (Torino 1945-46, 1946-47, 1947-48, 1948-49)
- Filippo Cavalli (Torino 1942-43; Juventus 1949-50, 1951-52; Inter 1953-54)
- Giordano Corsi (Bologna 1935-36, 1936-37, 1938-39, 1940-41)
- Mario Corso (Inter 1962-63, 1964-65, 1965-66, 1970-71)
- Julio Ricardo Cruz (Inter 2005-06, 2006-07, 2007-08, 2008-09)
- Paolo De Ceglie (Juventus 2011-12, 2012-13, 2014-15, 2016-17)
- Fernando De Napoli (Napoli 1986-87, 1989-90; Milan 1992-93, 1993-94)
- Giacinto Facchetti (Inter 1962-63, 1964-65, 1965-66, 1970-71)
- Luís Figo (Inter 2005-06, 2006-07, 2007-08, 2008-09)
- Dino Fiorini (Bologna 1935-36, 1936-37, 1938-39, 1940-41)
- Fausto Ghigliotti (Genoa 1898, 1899, 1900, 1902)
- Sergio Gori (Inter 1964-65, 1965-66; Cagliari 1969-70; Juventus 1976-77)
- Mark Iuliano (Juventus 1996-97, 1997-98, 2001-02, 2002-03)
- Jair da Costa (Inter 1962-63, 1964-65, 1965-66, 1970-71)
- Nils Liedholm (Milan 1950-51, 1954-55, 1956-57, 1958-59)
- Maicon (Inter 2006-07, 2007-08, 2008-09, 2009-10)
- Bruno Maini (Bologna 1935-36, 1936-37, 1938-39, 1940-41)
- Cesare Maldini (Milan 1954-55, 1956-57, 1958-59, 1961-62)
- Mario Mandžukić (Juventus 2015-16, 2016-17, 2017-18, 2018-19)
- Virgilio Maroso (Torino 1945-46, 1946-47, 1947-48, 1948-49)
- Daniele Massaro (Milan 1987-88, 1991-92, 1992-93, 1993-94)
- Sandro Mazzola (Inter 1962-63, 1964-65, 1965-66, 1970-71)
- Romeo Menti (Torino 1942-43, 1946-47, 1947-48, 1948-49)
- Paolo Montero (Juventus 1996-97, 1997-98, 2001-02, 2002-03)
- Mario Montesanto (Bologna 1935-36, 1936-37, 1938-39, 1940-41)
- Luisito Monti (Juventus 1931-32, 1932-33, 1933-34, 1934-35)
- Federico Munerati (Juventus 1925-26, 1930-31, 1931-32, 1932-33)
- Raimundo Orsi (Juventus 1930-31, 1931-32, 1932-33, 1933-34)
- Simone Pepe (Juventus 2011-12, 2012-13, 2013-14, 2014-15)
- Gianluca Pessotto (Juventus 1996-97, 1997-98, 2001-02, 2002-03)
- Miralem Pjanić (Juventus 2016-17, 2017-18, 2018-19, 2019-20)
- Paul Pogba (Juventus 2012-13, 2013-14, 2014-15, 2015-16)
- Michelangelo Rampulla (Juventus 1994-95, 1996-97, 1997-98, 2001-02)
- Carlo Reguzzoni (Bologna 1935-36, 1936-37, 1938-39, 1940-41)
- Mario Rigamonti (Torino 1945-46, 1946-47, 1947-48, 1948-49)
- Rubinho (Juventus 2012-13, 2013-14, 2014-15, 2015-16)
- Raffaele Sansone (Bologna 1935-36, 1936-37, 1938-39, 1940-41)
- Aldo Serena (Juventus 1985-86; Inter 1988-89; Milan 1991-92, 1992-93)
- Angelo Schiavio (Bologna 1924-25, 1928-29, 1935-36, 1936-37)
- Marco Simone (Milan 1991-92, 1992-93, 1993-94, 1995-96)
- Gino Stacchini (Juventus 1957-58, 1959-60, 1960-61, 1966-67)
- Marco Storari (Juventus 2011-12, 2012-13, 2013-14, 2014-15)
- Stefano Sturaro (Juventus 2014-15, 2015-16, 2016-17, 2017-18)
- Patrick Vieira (Milan 1995-96, Inter 2006-07, 2007-08, 2008-09)
- Francesco Zagatti (Milan 1954-55, 1956-57, 1958-59, 1961-62)

## 3 campionati
- Christian Abbiati (Milan 1998-99, 2003-04, 2010-11)
- Giancarlo Alessandrelli (Juventus 1971-72, 1976-77, 1977-78)
- Nicola Amoruso (Juventus 1996-97, 1997-98, 2001-02)
- Pietro Anastasi (Juventus 1971-72, 1972-73, 1974-75)
- Carlo Ancelotti (Roma 1982-83; Milan 1987-88, 1991-92)
- Francesco Antonioli (Milan 1991-92, 1992-93; Roma 2000-01)
- Mario Balotelli (Inter 2007-08, 2008-09, 2009-10)
- Gianfranco Bedin (Inter 1964-65, 1965-66, 1970-71)
- Eros Beraldo (Milan 1954-55, 1956-57, 1958-59)
- Rodrigo Bentancur (Juventus 2017-2018, 2018-2019, 2019-20)
- Federico Bernardeschi (Juventus 2017-2018, 2018-2019, 2019-20)
- Alessandro Birindelli (Juventus 1997-98, 2001-02, 2002-03)
- Alfredo Bodoira (Juventus 1930-31; Torino 1942-43, 1945-46)
- Massimo Bonini (Juventus 1981-82, 1983-84, 1985-86)
- Roberto Boninsegna (Inter 1970-71; Juventus 1976-77, 1977-78)
- Felice Placido Borel (Juventus 1932-33, 1933-34, 1934-35)
- Ernesto Castano (Juventus 1959-60, 1960-61, 1966-67)
- Sergio Cervato (Fiorentina 1955-56; Juventus 1959-60, 1960-61)
- John Charles (Juventus 1957-58, 1959-60, 1960-61)
- Cristian Chivu (Inter 2007-08, 2008-09, 2009-10)
- Umberto Colombo (Juventus 1957-58, 1959-60, 1960-61)
- Hernán Crespo (Inter 2006-07, 2007-08, 2008-09)
- Giancarlo Danova (Milan 1958-59, 1961-62; Fiorentina 1968-69)
- Edgar Davids (Juventus 1997-98, 2001-02, 2002-03)
- Ernesto De Galleani (Genoa 1898, 1899, 1900)
- Mattia De Sciglio (Juventus 2017-2018, 2018-2019, 2019-20)
- Didier Deschamps (Juventus 1994-95, 1996-97, 1997-98)
- Angelo Di Livio (Juventus 1994-95, 1996-97, 1997-98)
- Angelo Domenghini (Inter 1964-65, 1965-66; Cagliari 1969-70)
- Aldo Donati (Bologna 1935-36, 1936-37; Roma 1941-42)
- Douglas Costa (Juventus 2017-18, 2018-19, 2019-20)
- Flavio Emoli (Juventus 1957-58, 1959-60, 1960-61)
- Stefano Eranio (Milan 1992-93, 1993-94, 1995-96)
- Alberico Evani (Milan 1987-88, 1991-92, 1992-93)
- Francisco Fedullo (Bologna 1935-36, 1936-37, 1938-39)
- Pietro Ferrari (Bologna 1936-37, 1938-39, 1940-41)
- Alfio Fontana (Milan 1954-55, 1956-57, 1958-59)
- Giuseppe Galderisi (Juventus 1980-81, 1981-82; Verona 1984-85)
- Giorgio Ghezzi (Inter 1952-53, 1953-54; Milan 1961-62)
- Mario Gianni (Bologna 1924-25, 1928-29, 1935-36)
- Aristide Guarneri (Inter 1962-63, 1964-65, 1965-66)
- Ruud Gullit (Milan 1987-88, 1991-92, 1992-93)
- Helmut Haller (Bologna 1963-64; Juventus 1971-72, 1972-73)
- Gonzalo Higuaín (Juventus 2016-17, 2017-18, 2019-20)
- Filippo Inzaghi (Juventus 1997-98; Milan 2003-04, 2010-11)
- Gianluigi Lentini (Milan 1992-93, 1993-94, 1995-96)
- Gianfranco Leoncini (Juventus 1959-60, 1960-61, 1966-67)
- Attilio Lombardo (Sampdoria 1990-91; Juventus 1996-97; Lazio 1999-2000)
- Silvio Longobucco (Juventus 1971-72, 1972-73, 1974-75)
- Saul Malatrasi (Inter 1964-65, 1965-66; Milan 1967-68)
- Luca Marrone (Juventus 2011-12, 2012-13, 2014-15)
- Danilo Martelli (Torino 1946-47, 1947-48, 1948-49)
- Alessandro Matri (Juventus 2011-12, 2012-13, 2014-15)
- Carlo Mattrel (Juventus 1957-58, 1959-60, 1960-61)
- Blaise Matuidi (Juventus 2017-18, 2018-19, 2019-20)
- Maxwell Scherrer Cabelino Andrade (Inter 2006-07, 2007-08, 2008-09)
- Bruno Mazza (Inter 1952-53, 1953-54; Fiorentina 1955-56)
- Giuseppe Meazza (Inter 1929-30, 1937-38; 1939-40)
- Pavel Nedvěd (Lazio 1999-2000; Juventus 2001-02, 2002-03)
- Alessandro Nesta (Lazio 1999-2000; Milan 2003-04, 2010-11)
- Bruno Nicolè (Juventus 1957-58, 1959-60, 1960-61)
- Mario Pagotto (Bologna 1936-37, 1938-39, 1940-41)
- Angelo Peruzzi (Juventus 1994-95, 1996-97, 1997-98)
- Armando Picchi (Inter 1962-63, 1964-65, 1965-66)
- Massimo Piloni (Juventus 1971-72, 1972-73, 1974-75)
- Carlo Pinsoglio (Juventus 2017-18, 2018-19, 2019-20)
- Claudio Cesare Prandelli (Juventus 1980-81, 1981-82, 1983-84)
- Fabio Quagliarella (Juventus 2011-12, 2012-13, 2013-14)
- Luigi Radice (Milan 1956-57, 1958-59, 1961-62)
- Gianni Rivera (Milan 1961-62, 1967-68, 1978-79)
- Marcelo Salas (Lazio 1999-2000; Juventus 2001-02, 2002-03)
- Benito Sarti (Juventus 1959-60, 1960-61, 1966-67)
- Giuliano Sarti (Fiorentina 1955-56; Inter 1964-65, 1965-66)
- Dejan Savićević (Milan 1992-93, 1993-94, 1995-96)
- Juan Alberto Schiaffino (Milan 1954-55, 1956-57, 1958-59)
- Omar Sívori (Juventus 1957-58, 1959-60, 1960-61)
- Santiago Solari (Inter 2005-06, 2006-07, 2007-08)
- Luis Suárez (Inter 1962-63, 1964-65, 1965-66)
- Wojciech Szczęsny (Juventus 2017-18, 2018-19, 2019-20)
- Moreno Torricelli (Juventus 1994-95, 1996-97, 1997-98)
- Giuseppe Vavassori (Juventus 1957-58, 1959-60, 1960-61)
- Giovanni Vecchina (Juventus 1930-31, 1931-32, 1932-33)
- Giovanni Viola (Juventus 1949-50, 1951-52, 1957-58)
- Pietro Paolo Virdis (Juventus 1977-78, 1981-82; Milan 1987-88)
- Mirko Vučinić (Juventus 2011-12, 2012-13, 2013-14)
- Marcelo Danubio Zalayeta (Juventus 1997-98, 2001-02, 2002-03)
- Gianluca Zambrotta (Juventus 2001-02, 2002-03; Milan 2010-11)

## 2 campionati
- Adriano Leite Ribeiro (Inter 2005-06, 2006-07)
- Enrico Albertosi (Cagliari 1969-70; Milan 1978-79)
- Marco Amelia (Roma 2000-01; Milan 2010-11)
- Frank Anguissa (Napoli 2022-23, 2024-25)
- Piero Andreoli (Bologna 1938-39, 1940-41)
- Marco Andreolli (Inter 2005-06, 2006-07)
- Gino Armano (Inter 1952-53, 1953-54)
- Marko Arnautović (Inter 2009-10, 2023-24)
- Emil Audero (Juventus 2016-17; Inter 2023-24)
- Roberto Baggio (Juventus 1994-95; Milan 1995-96)
- Giuseppe Ballerio (Inter 1937-38, 1939-40)
- Nicolò Barella (Inter 2020-21, 2023-24)
- Giuseppe Baresi (Inter 1979-80, 1988-89)
- Alessandro Bastoni (Inter 2020-21, 2023-24)
- Gastone Bean (Milan 1956-57, 1958-59)
- Medhi Benatia (Juventus 2016-17, 2017-18)
- Romeo Benetti (Juventus 1976-77, 1977-78)
- Mario Bergamaschi (Milan 1954-55, 1956-57)
- Alberto Bertuccelli (Juventus 1949-50, 1951-52)
- Tebaldo Bigliardi (Napoli 1986-87, 1989-90)
- Romolo Bizzotto (Juventus 1949-50, 1951-52)
- Ivano Blason (Inter 1952-53, 1953-54)
- Giovanni Bocciardo (Genoa 1898, 1900)
- Alen Bokšić (Juventus 1996-97; Lazio 1999-2000)
- Ivano Bonetti (Juventus 1985-86; Sampdoria 1990-91)
- Ivano Bordon (Inter 1970-71, 1979-80)
- Marco Borriello (Milan 2003-04; Juventus 2011-12)
- Liam Brady (Juventus 1980-81, 1981-82)
- Sergio Brighenti (Inter 1952-53, 1953-54)
- Pietro Broccini (Inter 1952-53, 1953-54)
- Ottavio Bugatti (Inter 1962-63, 1964-65)
- Carmelo Buonocore (Inter 1937-38, 1939-40)
- Sebastiano Buzzin (Inter 1952-53, 1953-54)
- Cafu (Roma 2000-01; Milan 2003-04)
- Aldo Campatelli (Inter 1937-38, 1939-40)
- Nicola Caricola (Juventus 1983-84, 1985-86)
- Fabián Carini (Juventus 2001-02; Inter 2006-07)
- Andrea Carnevale (Napoli 1986-87, 1989-90)
- Carlo Ceresoli (Bologna 1936-37, 1938-39)
- César Aparecido Rodrigues (Inter 2005-06, 2007-08)
- Francesco Coco (Milan 1995-96, 1998-99)
- Giuseppe Corradi (Juventus 1951-52, 1957-58)
- Olivier Dacourt (Inter 2006-07, 2007-08)
- Matteo Darmian (Inter 2020-21, 2023-24)
- Stefan de Vrij (Inter 2020-21, 2023-24)
- Giorgio Dellagiovanna (Inter 1964-65, 1965-66)
- Teobaldo Depetrini (Juventus 1933-34, 1934-35)
- Marcel Desailly (Milan 1993-94, 1995-96)
- Raffaele Di Fusco (Napoli 1986-87, 1989-90)
- Giovanni Di Lorenzo (Napoli 2022-23, 2024-25)
- Rosario Di Vincenzo (Inter 1962-63, 1964-65)
- Dimas Teixeira (Juventus 1996-97, 1997-98)
- Patrice Evra (Juventus 2014-15, 2015-16)
- Mario Facco (Inter 1965-66; Lazio 1973-74)
- Osvaldo Fattori (Inter 1952-53, 1953-54)
- Giuseppe Favalli (Lazio 1999-00; Inter 2005-06)
- Rino Ferrario (Juventus 1951-52, 1957-58)
- Annibale Frossi (Inter 1937-38, 1939-40)
- Mario Frustalupi (Inter 1970-71; Lazio 1973-74)
- Luca Fusi (Napoli 1989-90; Juventus 1994-95)
- Carlo Galli (Milan 1956-57, 1958-59)
- Enzo Gambaro (Milan 1991-92, 1992-93)
- Claudio Garella (Verona 1984-85; Napoli 1986-87)
- Bruno Garzena (Juventus 1957-58, 1959-60)
- Felice Gasperi (Bologna 1935-36, 1936-37)
- Gennaro Gattuso (Milan 2003-04, 2010-11)
- Emanuele Giaccherini (Juventus 2011-12, 2012-13)
- Giovanni Giacomazzi (Inter 1952-53, 1953-54)
- Attilio Giovannini (Inter 1952-53, 1953-54)
- Sebastian Giovinco (Juventus 2012-13, 2013-14)
- Fabio Grosso (Inter 2006-07, Juventus 2011-12)
- John Hansen (Juventus 1949-50, 1951-52)
- Mario Ielpo (Milan 1993-94, 1995-96)
- Mauricio Isla (Juventus 2012-13, 2013-14)
- Luis Jiménez (Inter 2007-08, 2008-09)
- Juan Jesus (Napoli 2022-23, 2024-25)
- Moise Kean (Juventus 2016-17, 2018-19)
- Spartaco Landini (Inter 1964-65, 1965-66)
- Norman Victor Leaver (Genoa 1898, 1899)
- Mario Lemina (Juventus 2015-16, 2016-17)
- Fernando Llorente (Juventus 2013-14, 2014-15)
- Stanislav Lobotka (Napoli 2022-23, 2024-25)
- Ugo Locatelli (Inter 1937-38, 1939-40)
- Giovanni Lodetti (Milan 1961-62, 1967-68)
- Benito Lorenzi (Inter 1952-53, 1953-54)
- Romelu Lukaku (Inter 2020-21; Napoli 2024-25)
- Aldo Maldera (Milan 1978-79; Roma 1982-83)
- Eraldo Mancin (Fiorentina 1968-69; Cagliari 1969-70)
- Roberto Mancini (Sampdoria 1990-91; Lazio 1999-2000)
- Sergio Manente (Juventus 1949-50, 1951-52)
- Diego Armando Maradona (Napoli 1986-87, 1989-90)
- Aurelio Marchese (Bologna 1938-39, 1940-41)
- Alberto Marchetti (Juventus 1974-75, 1976-77)
- Gian Pietro Marchetti (Juventus 1971-72, 1972-73)
- Giacomo Mari (Juventus 1949-50, 1951-52)
- Amos Mariani (Juventus 1949-50; Milan 1956-57)
- Domenico Marocchino (Juventus 1980-81, 1981-82)
- Lautaro Martínez (Inter 2020-21, 2023-24)
- Massimo Mauro (Juventus 1985-86; Napoli 1989-90)
- Ezio Meneghello (Inter 1937-38, 1939-40)
- Alex Meret (Napoli 2022-23, 2024-25)
- Siniša Mihajlović (Lazio 1999-00; Inter 2005-06)
- Antonio Montico (Juventus 1957-58, 1959-60)
- Bruno Mora (Juventus 1960-61; Milan 1967-68)
- Álvaro Morata (Juventus 2014-15, 2015-16)
- Roberto Mozzini (Torino 1975-76; Inter 1979-80)
- Ermes Muccinelli (Juventus 1949-50, 1951-52)
- Sulley Muntari (Inter 2008-09, 2009-10)
- Stefano Nava (Milan 1992-93, 1993-94)
- Maino Neri (Inter 1952-53, 1953-54)
- Fulvio Nesti (Inter 1952-53, 1953-54)
- Neto (Juventus 2015-16, 2016-17)
- Gunnar Nordahl (Milan 1950-51, 1954-55)
- Giulio Nuciari (Milan 1987-88; Sampdoria 1990-91)
- István Nyers (Inter 1952-53, 1953-54)
- Angelo Ogbonna (Juventus 2013-14, 2014-15)
- Mathías Olivera (Napoli 2022-23, 2024-25)
- Renato Olmi (Inter 1937-38, 1939-40)
- Gabriele Oriali (Inter 1970-71, 1979-80)
- Alessandro Orlando (Milan 1993-94; Juventus 1994-95)
- Carlo Osti (Juventus 1980-81, 1981-82)
- Bruno Padulazzi (Inter 1952-53, 1953-54)
- Giuseppe Pancaro (Lazio 1999-2000; Milan 2003-04)
- Christian Panucci (Milan 1993-94, 1995-96)
- Jean-Pierre Papin (Milan 1992-93, 1993-94)
- Carlo Parola (Juventus 1949-50, 1951-52)
- Joaquín Peiró (Inter 1964-65, 1965-66)
- Federico Peluso (Juventus 2012-13, 2013-14)
- Roberto Pereyra (Juventus 2014-15, 2015-16)
- Giuseppe Peruchetti (Inter 1937-38, 1939-40)
- Sergio Piacentini (Torino 1942-43, 1945-46)
- Alberto Piccinini (Juventus 1949-50, 1951-52)
- Gabriele Pin (Juventus 1980-81, 1985-86)
- Michel Platini (Juventus 1983-84, 1985-86)
- Matteo Politano (Napoli 2022-23, 2024-25)
- Sergio Porrini (Juventus 1994-95, 1996-97)
- Karl Aage Præst (Juventus 1949-50, 1951-52)
- Héctor Puricelli (Bologna 1938-39, 1940-41)
- Giacomo Raspadori (Napoli 2022-23, 2024-25)
- Fabrizio Ravanelli (Juventus 1994-95; Lazio 1999-2000)
- Álvaro Recoba (Inter 2005-06, 2006-07)
- Alessandro Renica (Napoli 1986-87, 1989-90)
- Secondo Ricci (Bologna 1938-39, 1940-41)
- Frank Rijkaard (Milan 1991-92, 1992-93)
- Nelson Rivas (Inter 2007-08, 2008-09)
- Cristiano Ronaldo (Juventus 2018-19, 2019-20)
- Francesco Rosetta (Torino 1946-47; Fiorentina 1955-56)
- Paolo Rossi (Juventus 1981-82, 1983-84)
- Amir Rrahmani (Napoli 2022-23, 2024-25)
- Alexis Sánchez (Inter 2020-21, 2023-24)
- Nello Santin (Milan 1967-68; Torino 1975-76)
- Davide Santon (Inter 2008-09, 2009-10)
- Gianluigi Savoldi (Juventus 1971-72, 1972-73)
- Ermanno Scaramuzzi (Juventus 1949-50, 1951-52)
- Clarence Seedorf (Milan 2003-04, 2010-11)
- Stefano Sensi (Inter 2020-21, 2023-24)
- Pietro Serantoni (Inter 1929-30; Juventus 1934-35)
- Pedro Sernagiotto (Juventus 1932-33, 1933-34)
- Duilio Setti (Inter 1937-38, 1939-40)
- Arturo Silvestri (Milan 1950-51, 1954-55)
- Giovanni Simeone (Napoli 2022-23, 2024-25)
- Lennart Skoglund (Inter 1952-53, 1953-54)
- Narciso Soldan (Milan 1956-57, 1958-59)
- Leonardo Spinazzola (Juventus 2018-19; Napoli 2024-25)
- Giorgio Stivanello (Juventus 1957-58, 1959-60)
- Franco Superchi (Fiorentina 1968-69; Roma 1982-83)
- Stefano Tacconi (Juventus 1983-84, 1985-86)
- Carlo Tagnin (Inter 1962-63, 1964-65)
- Roberto Tavola (Juventus 1981-82, 1983-84)
- Carlos Tévez (Juventus 2013-14, 2014-15)
- Lilian Thuram (Juventus 2001-02, 2002-03)
- Omero Tognon (Milan 1950-51, 1954-55)
- Sauro Tomà (Torino 1947-48, 1948-49)
- Riccardo Toros (Milan 1954-55; Fiorentina 1955-56)
- Giovanni Trapattoni (Milan 1961-62, 1967-68)
- Mario Trebbi (Milan 1958-59, 1961-62)
- David Trezeguet (Juventus 2001-02, 2002-03)
- Igor Tudor (Juventus 2001-02, 2002-03)
- Cesare Valinasso (Juventus 1933-34, 1934-35)
- Juan Sebastián Verón (Lazio 1999-2000; Inter 2005-06)
- Vinicio Verza (Juventus 1977-78, 1980-81)
- Gianluca Vialli (Sampdoria 1990-91; Juventus 1994-95)
- Albano Vicariotto (Milan 1950-51, 1954-55)
- Pietro Vierchowod (Roma 1982-83; Sampdoria 1990-91)
- Fernando Viola (Juventus 1971-72, 1974-75)
- Alcide Ivan Violi (Bologna 1935-36, 1938-39)
- Pasquale Vivolo (Juventus 1949-50, 1951-52)
- George Weah (Milan 1995-96, 1998-99)
- Cristiano Zanetti (Roma 2000-01; Inter 2005-06)
- Cristian Zenoni (Juventus 2001-02, 2002-03)
- Zinédine Zidane (Juventus 1996-97, 1997-98)